# Brennender Berg
Brennender Berg ist eine Gebietsbezeichnung auf der Grenze der saarländischen Städte Saarbrücken und Sulzbach. Hier befindet sich ein schwelendes Kohlenflöz, das im 17. Jahrhundert in Brand geriet, noch heute schwelt und als Naturdenkmal ausgewiesen ist.

## Geographie
Der Brennende Berg (327,6 m ü. NN; Lage) liegt zwischen dem Saarbrücker Stadtteil Dudweiler im Westen und dem Sulzbacher Stadtteil Neuweiler im Osten und gehört zum Saarkohlenwald. Das Naturdenkmal liegt an der Westabdachung eines Höhenrückens, der zum Tal des Sulzbachs hin abfällt. Hier treten die Unteren Saarbrücker Schichten des Karbons mit abbauwürdigen Flözen der Fettkohle an die Oberfläche. Die Stelle des Naturdenkmals trägt auf den Karten den Namen Brennender Berg, während die Kuppe (356,7 m ü. NN) selbst unbenannt ist. Etwas ostnordöstlich der Kuppe steht am Ortsrand von Neuweiler am Ende der Brennender-Berg-Straße ein Sendemast (353,5 m ü. NN; Lage).

## Geschichte
Das Naturdenkmal Brennender Berg befindet sich rund 500 m nordnordwestlich der Bergkuppe in einer Art Klamm, die durch den Abbau von Alaunschiefer entstand. Nach der Überlieferung geriet hier in den 1660er Jahren ein tagesnahes Steinkohlenflöz in Brand. Wahrscheinlich handelte es sich um Selbstentzündung durch Druck und Zersetzung infolge unplanmäßiger Kohlengewinnung. Die mündliche Überlieferung behauptet, dass ein Hirte an einem Baumstock ein Feuer entzündet habe, das über die Wurzeln in das Flöz eingedrungen sei. Anfangs versuchte man, den Brand mit Wasser zu bekämpfen, was aber erfolglos blieb. Nach Berichten und Zeichnungen aus dem 18. Jahrhundert war die Glut durch Spalten im Fels zu sehen, und es kam zu starken Rauchentwicklungen.
Der Duhamel-Atlas von 1810 hebt zwei Stellen hervor, die Montagne brulante (brennender Berg) genau auf der Gemarkungsgrenze zu Dudweiler und 250 m weiter nordöstlich auf der Gemarkung von Sulzbach ein Feu naturel et presque éteint (fast erloschener natürlicher Brand). Das Gebiet zwischen Sulzbach und Dudweiler war in der zweiten Hälfte des 19. Jahrhunderts eines der wichtigsten Abbaugebiete des Saarreviers; die Kohle wurde über den Gegenortschacht der Grube Dudweiler (später Grube Hirschbach) abgebaut. An der im Sulzbachtal verlaufenden Landstraße befanden sich im 19. Jahrhundert unter dem Hang zwei Alaunfabriken, die die zwischen den Kohleflözen eingelagerten abbauwürdigen Alaunschiefer weiterverarbeiteten.
Das Flöz brennt nicht mit offener Flamme, sondern glimmt. Die Manifestation ist im 20. und 21. Jahrhundert insgesamt unspektakulär, nachdem die dort lagernden Kohleflöze und Alaunschiefer größtenteils abgebaut worden sind. Je nach Witterung sind heute noch Dämpfe zu beobachten, außerdem ist zumindest in einer Gesteinsspalte immer noch der Austritt warmer Luft zu spüren.

## Tourismus

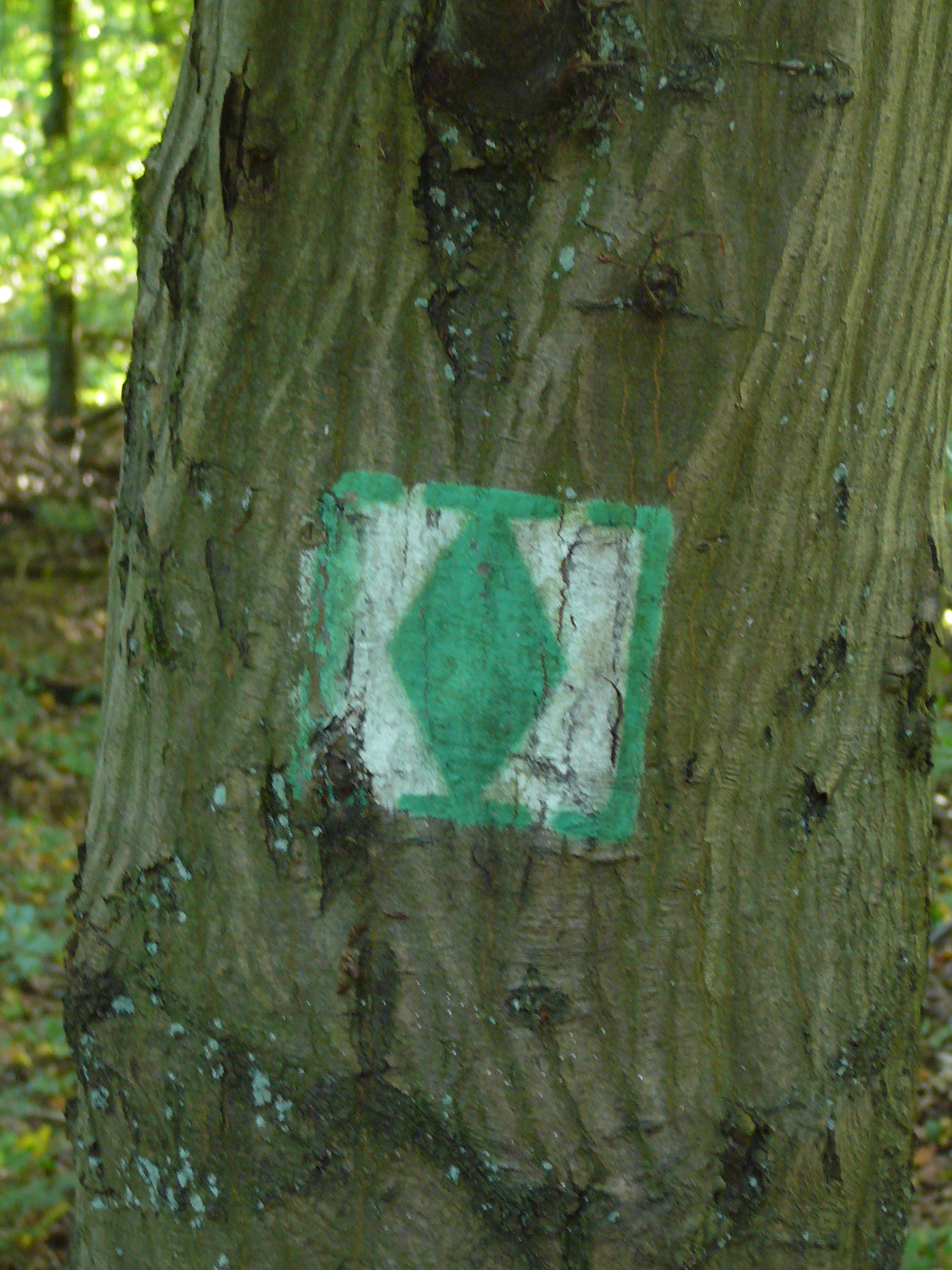
Wegemarkierung zum Brennenden Berg

Das Naturdenkmal am Brennenden Berg ist eine der Sehenswürdigkeiten der Region. Es ist ein beliebtes Ziel für Ausflüge und schulische Wandertage. Günstige Ausgangspunkte für Wanderungen sind der Parkplatz des ASC Dudweiler in der Straße Am Gegenortschacht und die Brennender-Berg-Straße in Neuweiler; an deren Ende führt in der Nähe des Umsetzers ein leicht abfallender schmaler Waldweg, der mit einer senkrecht stehenden grünen Raute markiert ist, zum etwa 800 Meter entfernten Naturdenkmal.
Auch Johann Wolfgang von Goethe, der den Beginn des Brandes in die 1760er Jahre verlegt, besuchte im Juli 1770 den Brennenden Berg, woran eine Gedenktafel erinnert. Er schrieb vier Jahrzehnte später in seinen Lebenserinnerungen Dichtung und Wahrheit über den Besuch:

„Wir hörten von den reichen Dutweiler Steinkohlengruben, von Eisen- und Alaunwerken, ja sogar von einem brennenden Berge, und rüsteten uns, diese Wunder in der Nähe zu beschauen. […] Wir traten in eine Klamme und fanden uns in der Region des brennenden Berges. Ein starker Schwefelgeruch umzog uns; die eine Seite der Höhle war nahezu glühend, mit rötlichem, weißgebranntem Stein bedeckt; ein dicker Dampf stieg aus den Klunsen hervor und man fühlte die Hitze des Bodens auch durch die starken Sohlen.“

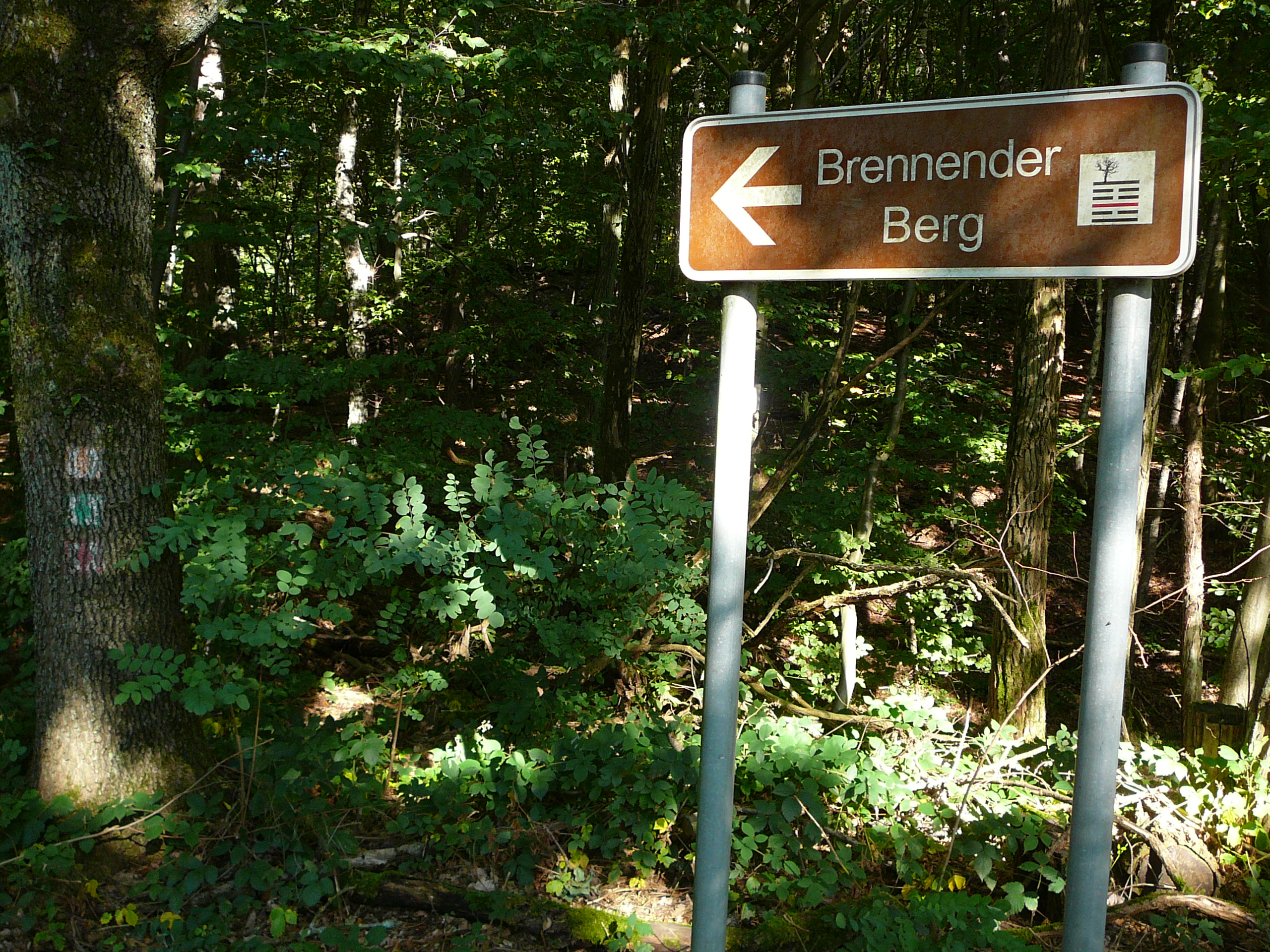
Am Beginn der Schlucht: Wegweiser zum Brennenden Berg
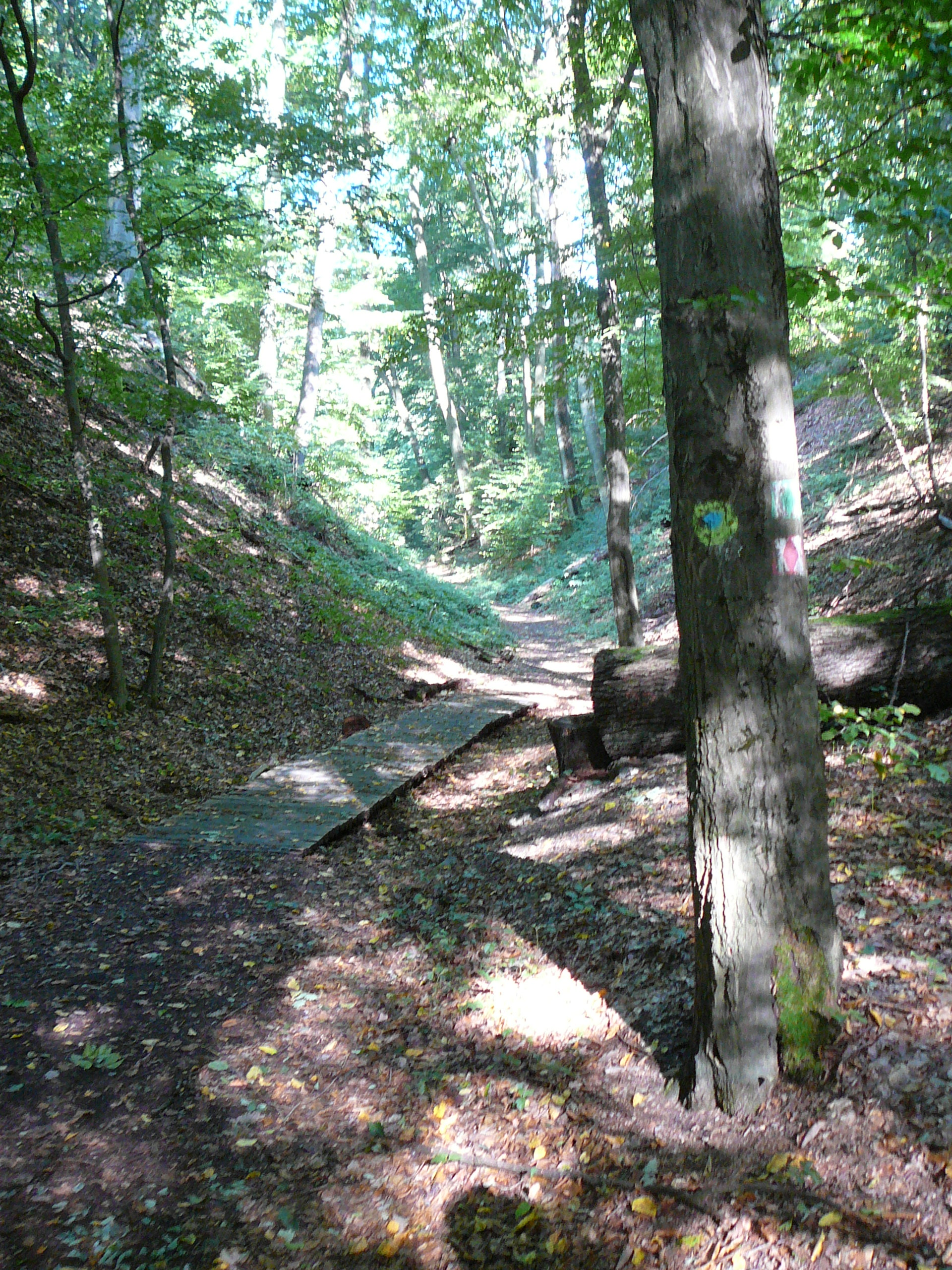
Schluchtweg zum Naturdenkmal
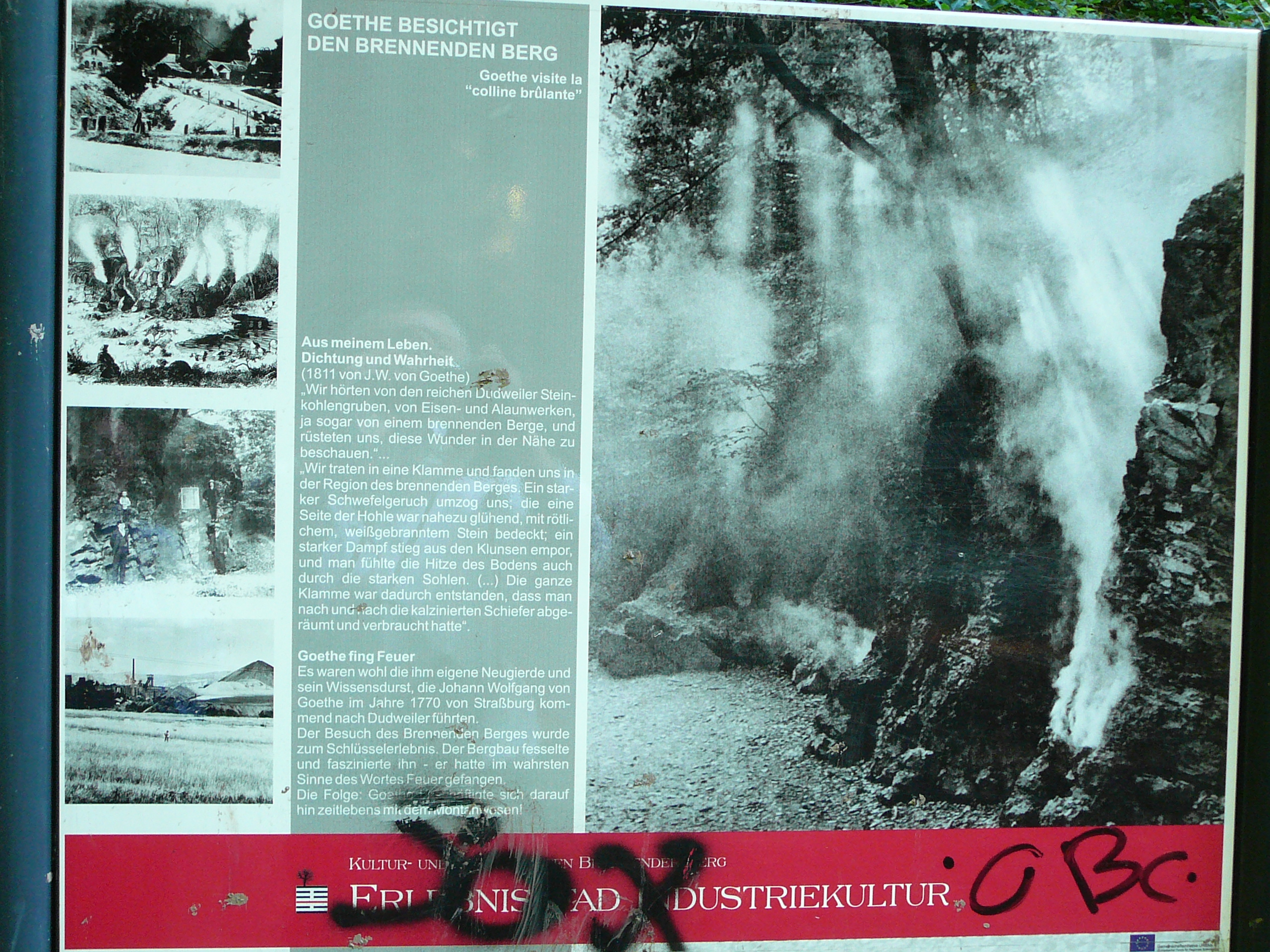
Informationstafel: Goethe besichtigt den Brennenden Berg
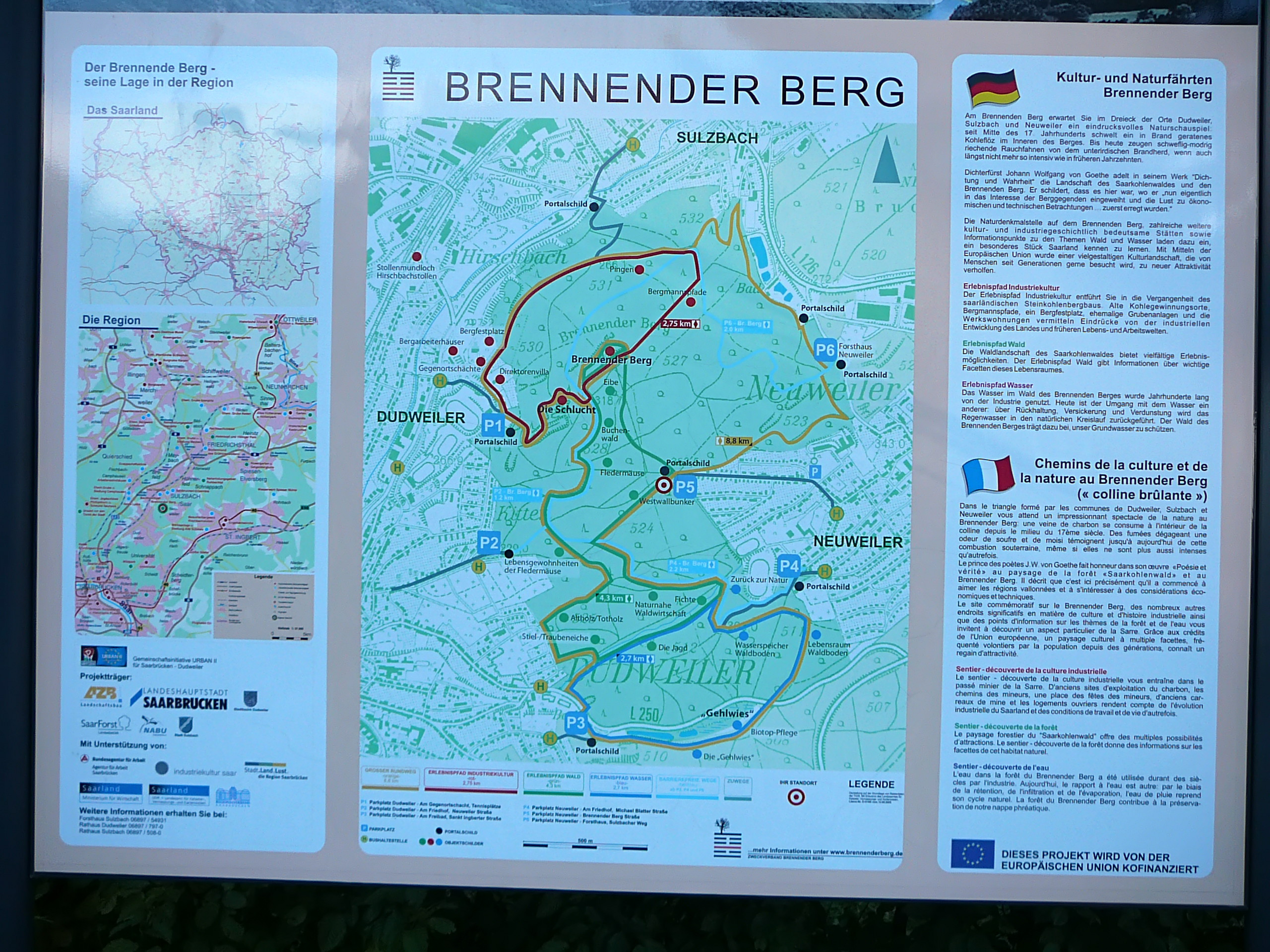
Informationstafel: Wanderwege am Brennenden Berg